# Джейранбатан (водохранилище)
Джейранбата́н (азерб. Ceyranbatan su anbarı; Джейранбатанское водохранилище) — водохранилище в Апшеронском районе Азербайджана. Расположено возле посёлка городского типа Джейранбатан на Апшеронском полуострове. С азербайджанского языка «джейранбатан» переводится как «место, где утонула газель». Площадь поверхности — 13,9 км².

## История
Водохранилище было создано на основе проекта, созданного в начале 20-го века английским инженером Вильямом Линдлейом. Основной идеей проекта был перенос воды из реки Самур в водохранилище, где воду должны были очистить и поставить в города. Лишь спустя полвека начались работы на основе этого проекта. Сперва удлинили канал Самур-Дявячи до Апшеронского полуострова. В 1956—1961 годах строилось водохранилище для увеличения объёма подачи питьевой воды в города Баку и Сумгаит. Одновременно на месте озёр Дявяйатагы и Джейранбатан создали водохранилище объёмом 186 млн кубических метров и в 1957 году водохранилище было введено в эксплуатацию и началось заполнение водохранилища. В этом же году был построен комплекс водоочистных установок. Первая установка комплекса была сдана в эксплуатацию 8 сентября 1961 года, производительностью 2,64 кубометра воды в секунду, вторая в 1966 году, а третья 1978 году, мощность которой была 2,22 кубометра в секунду. После сдачи второй и третьей установок в эксплуатацию, водоснабжение Сумгаита, бакиниских сёл и восточной части столицы было значительно улучшено. В 1998—2002 годах производился капитальный ремонт водоочистных установок. В рамках проекта «Реконструкция системы водоснабжения Большого Баку» при поддержке Всемирного банка были реконструированы первая и вторая установки. Также были заменены 42,7 км магистральных и свыше 190 км распределительных труб для сокращения потери воды и улучшения её качество.
В 2006 году, для подачи воды в столицу в эксплуатацию сдан 21,5-километровый магистральный водопровод диаметром 1200 мм. Мощность водопровода — 110 тысяч кубометров воды в сутки.
28 октября 2015 года состоялось открытие Джейранбатанского комплекса ультрафильтрационных водоочистных установок. Комплекс состоит из гидротехнических сооружений, водоочистной установки и её вспомогательной инфраструктуры, водохранилищ и магистрального трубопровода, ведущего от установки к водохранилищу.

## Характеристики
Объём водохранилища составляет 186 млн кубических метров, длина 8,74 км, максимальная ширина 2,15 км, максимальная глубина 28,5 м, средняя глубина 14,5 м. Высота над уровнем моря — 27 м. Вода поступает из Самур-Апшеронского канала. Из-за того, что вода в водохранилище питьевая, в 1960 году вокруг него была создана состоящая из трёх частей санитарная зона. В 2001 году вокруг первой части санитарной зоны был возведен забор. В настоящее время для улучшения экологического состояния водохранилища проводятся различные мероприятия (озеленение, водостойкие каналы и т. д.).